# All Your Life
«All Your Life» (En español: «Toda la vida») es una canción escrito por Henningsens Brian y Clara Henningsen, y grabada por el grupo estadounidense de música country The Band Perry. Fue lanzado en agosto de 2011 como el cuarto sencillo del álbum debut homónimo de la banda.

## Video musical
El video musical fue dirigido por David McClister y se estrenó en agosto de 2011.

## Posicionamiento en listas
| Listas (2011–2012)                 | Mejor posición |
| ---------------------------------- | -------------- |
| Canadá (Canadian Hot 100)          | 62             |
| Estados Unidos (Billboard Hot 100) | 37             |
| Estados Unidos (Hot Country Songs) | 1              |